# Zeke Sinicola
Emilio Joseph Sinicola, detto Zeke (New York, 25 gennaio 1929 – New York, 6 giugno 2011), è stato un cestista statunitense, professionista nella NBA.

## Carriera
Venne selezionato dai Fort Wayne Pistons al primo giro del Draft NBA 1951 (4ª scelta assoluta).